# Through the Storm (film 1914)
Through the Storm è un cortometraggio muto del 1914. Il nome del regista non viene riportato nei credit del film.

## Trama
Un treno postale sta per essere attaccato da una banda di terroristi, ma l'azione viene sventata da un eroico radiotelegrafista.

## Produzione
Il film fu prodotto dalla Essanay Film Manufacturing Company.

## Distribuzione
Distribuito dalla General Film Company, il film - un cortometraggio a due bobine - uscì nelle sale cinematografiche statunitensi il 23 gennaio 1914.